# Споменик вожду Карађорђу у Тополи
Споменик вожду Карађорђу, подигнут је 1938. године на централном платоу некадашњег Карађорђевог града у Тополи, на темељима првобитне Карађорђеве куће брвнаре. Представља дело истакнутог вајара Петра Палавичинија. 

## Идеја о подизању споменика
Желећи да изразе искрену захвалност свих генерација бесмртном делу Карађорђу, вожду Првог српског устанка, Друштво за културно привредну акцију 1932. године покренуло је иницијативу и основало Одбор за подизање споменика вожду Карађорђу у Тополи. За председника Одбора изабран је Војислав Ивановић, професор Друге мушке гимназије у Београду. Чланови Управног одбора били су његови другови: Момир Вељковић, професор гимназије, др Милош Ђурић, професор Универзитета, Сима Пандуровић, књижевникик и др. На оснивачкој скупштини прихваћен је Статут друштва и за председника изабран проф. Војислав Ивановић. Пројектант уређења простора око споменика био је архитекта Бранислав Којић. За аутора споменика одабран је вајар Петар Палавичини. 
Првобитна замисао била је да се Карађорђе прикаже у народном оделу и уздигнутом десном руком са спојена три прста, симболично приказујући вождову заклетву у Орашцу, 1804. године. Када је Палавичини завршио модел, Друштво га је поднело Двору наусвајање. Кнез Павле није био сагласан са овим предлогом да се Карађорђе прикаже као ватрени устаник и вожд, већ да се више иде на отменост краљевског дома, где ће Карађорђе бити приказан и као вожд, али и као родоначелник династије Карађорђевић. Предлог је прихваћен и Палавични је израдио нови модел који је изливен у палилуској  тополивници. 

## Изглед споменика
Карађорђева фигура изливена је у бронзи, тежине 1.500 кг, а висина 3,60 м, а цео споменик заједно са постаментом висок је 12 метара и доминира Карађорђевим градом. Карађорђе је представљен као родоначелник династије, усправног става огрнут кабаницом, у једној руци држи сабљу, а у другој писану повељу. Постоље споменика израђено је од јабланичког гранита и састоји се од степеништа и постамента које носи споменик. Степениште има три степеника које са све четири стране омогућавају прилаз споменику. Плоче су величине 45х75cm, дебљине 10cm. На постаменту је стилизована композиција од три рељефа, од којих први представља моменат заклетве у Орашцу, други Карађорђевог шумадијског устаника, а трећи вилу са крстом и буктињом у лету над Шумадијом, као симбол борбе „За крст часни и слободу златну”.

## Скорија историја
Споменик је у целости био завршен и постављен у порти Карађорђевог града, али тако да овај једини споменик Карађорђу у Србији до пред сам крај 20. века, никада није свечано откривен, нити освештан.
Споменик је остао сачуван у време Другог светског рата, али је временом због атмосферских промена дошло до оштећења гранитних плоча на постаменту, па је прва рестаурација урађена у октобру 1969. године, а последња 1994. године. Стручни тим за чишћење споменика у априлу 2016. године очистио је и заштитио споменик Карађорђу, када су уклоњене наслаге чађи, графити, масноћа и остале наталожене нечистоће чиме је враћен блистави сјај. 